# 斯氏腔吻鱈
斯氏腔吻鱈為輻鰭魚綱鱈形目鼠尾鱈科的其中一種。

## 分布
本魚分布於南日本太平洋側、中國南海、台灣、菲律賓、印尼、澳洲北部、巴布亞紐幾內亞、所羅門群島、密克羅尼西亞、馬里亞納群島等海域。

## 深度
水深300至610公尺。

## 特徵
本魚頭部腹面光滑無鱗，眼窩極大，口小，吻部較遲鈍，吻端有一小型的三角形棘突。齒為錐狀，6列排成寬齒帶；胸鰭基底之上後方有一大而明顯的圓形黑斑；體被櫛鱗，鱗片上之小棘平行排列，大小約略一致。發光器中長，由肛門起向前延伸止於兩腹鰭基底之間。體為淺棕色，腹部白色，小型個體胸部的黑色圓斑會於死亡後消失。體長可達32公分。

## 生態
生活在混濁的泥沙底質上，幾乎是以多毛類為食，偶在胃中發現甲殼類，生殖季在2至4月。

## 經濟利用
棲息在400公尺左右的個體較大型，軀幹部份可食，捕獲數量甚多。